# Bruch von Brensbach
Der Bruch von Brensbach ist ein Feuchtgebiet im Odenwaldkreis in Südhessen. Es wurde mit der Verordnung vom 27. September 1983 als Naturschutzgebiet ausgewiesen.

## Lage
Der Bruch von Brensbach liegt im Tal der Gersprenz in der Gemarkung von Brensbach. Er befindet sich östlich des Bachlaufs der Gersprenz und südsüdwestlich des Ortes Brensbach. Im Nordosten wird er von der Bundesstraße 38 begrenzt.

## Beschreibung und Schutzziele
Das 5,5 ha kleine Naturschutzgebiet umfasst einen Bruchwald mit Schilfbestand. Es wird vom Kilsbach durchflossen, der nördlich des Schutzgebietes in die Gersprenz mündet. Dieses Feuchtgebiet dient als letzter Zufluchtsort für die Sumpfvogelwelt des Gersprenztals und soll deshalb erhalten werden. Das Schutzgebiet liegt inmitten von landwirtschaftlich genutztem Grünland und Äckern, nur im Osten grenzt eine Streuobstwiese an.

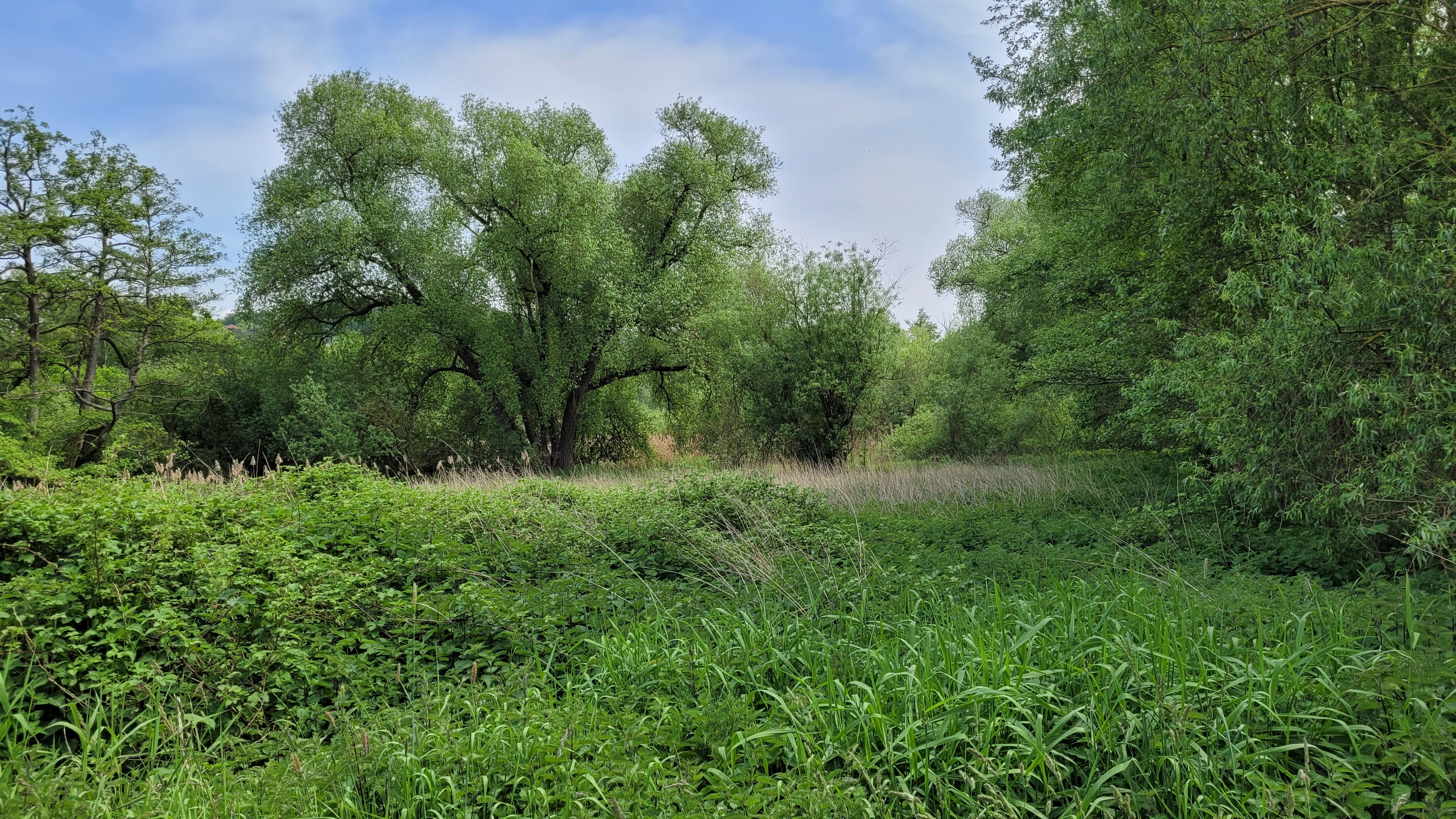
Bruch von Brensbach (2023)
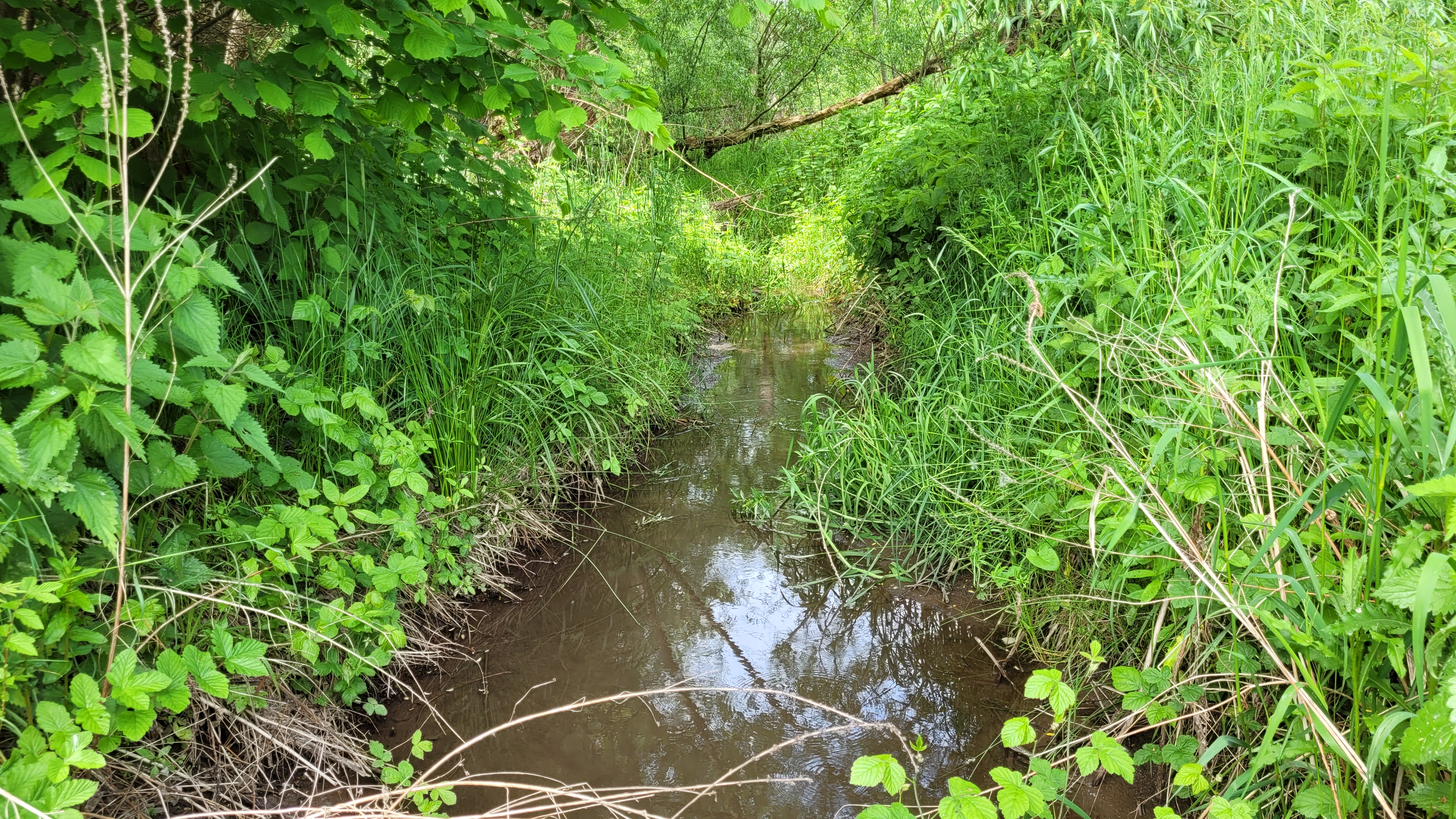
Der Kilsbach durchfließt das Naturschutzgebiet (2023)
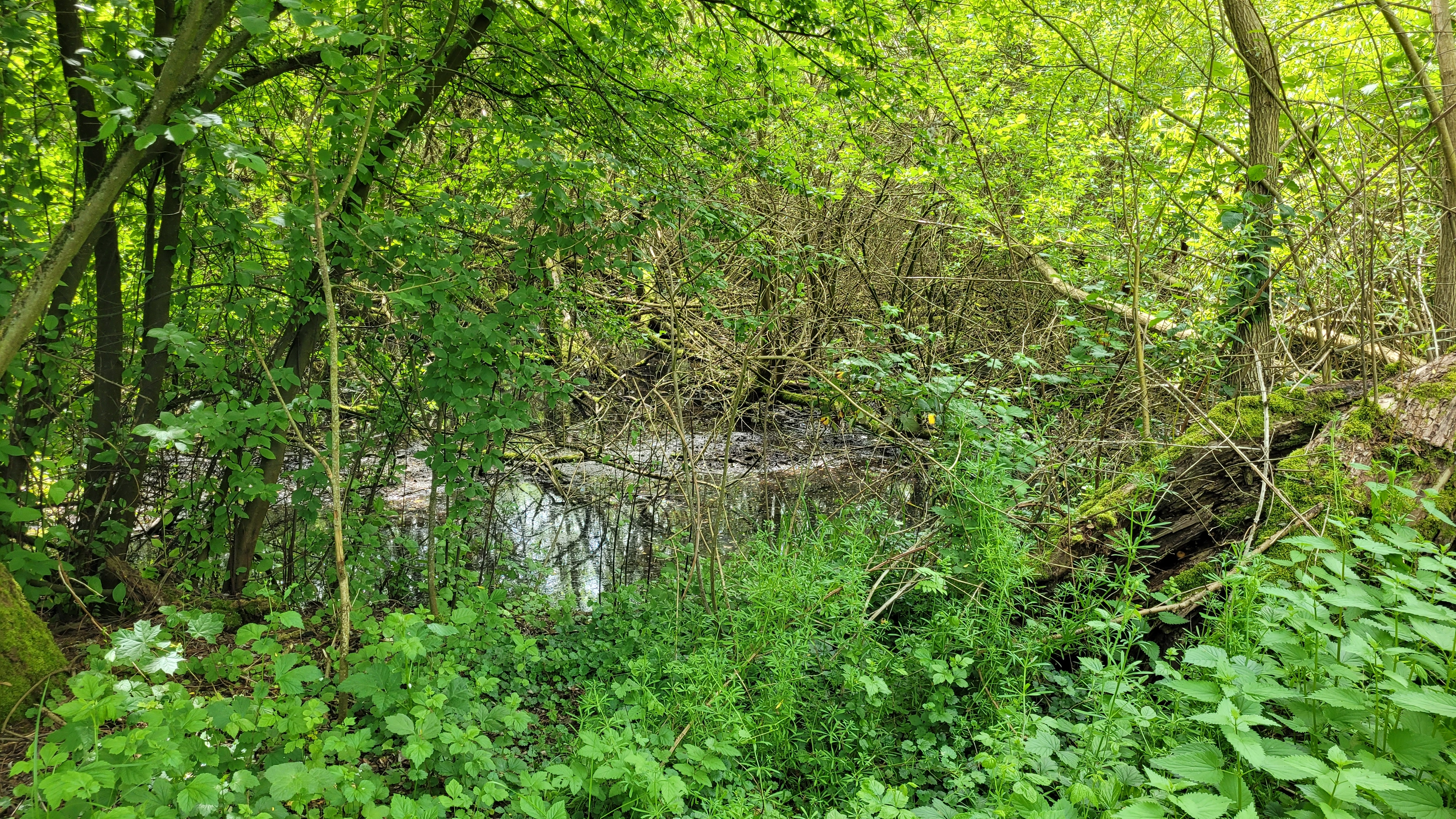
Feuchtbereich im Bruch von Brensbach (2023)
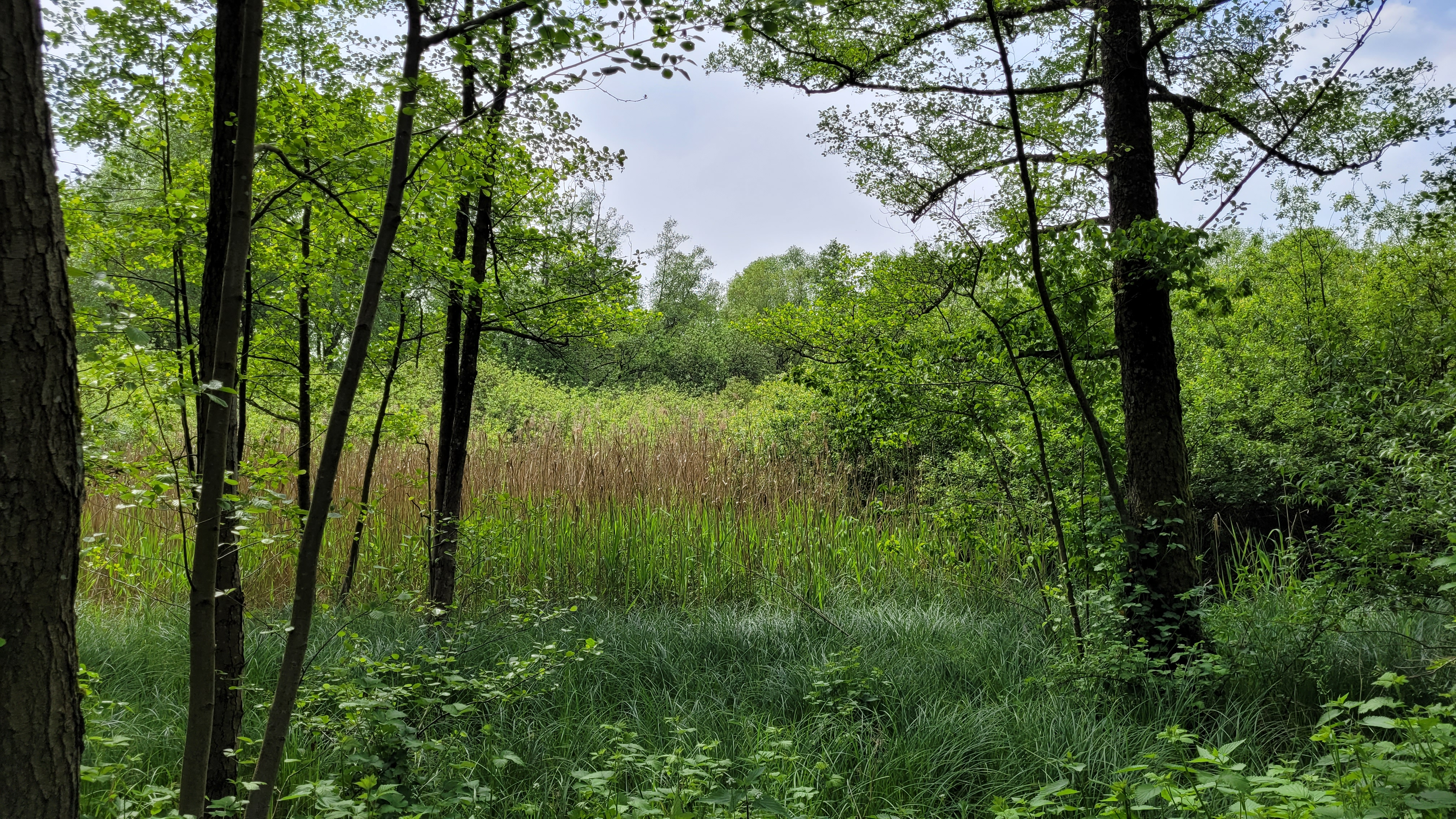
Schilfbestand im Bruch von Brensbach (2023)
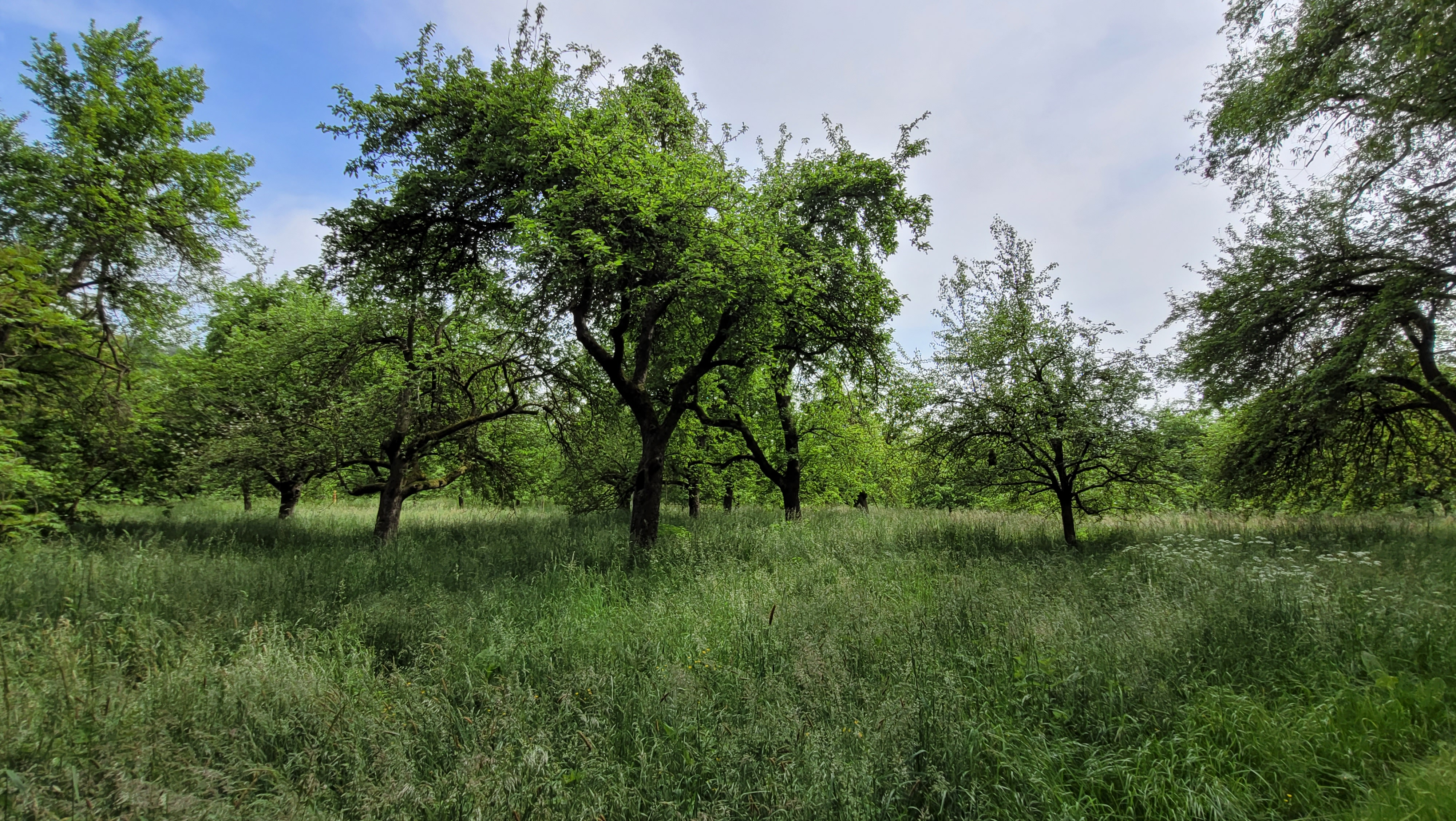
Streuobstwiese am Naturschutzgebiet (2023)